# Butera
Butera – miejscowość i gmina we Włoszech, w regionie Sycylia, w prowincji Caltanissetta.
Według danych na rok 2004 gminę zamieszkiwało 5351 osób, 18,1 os./km².

## Miasta partnerskie
- Gevelsberg